# Francis-Wollhaar-Hufeisennase
Die Francis-Wollhaar-Hufeisennase (Rhinolophus francisi)  ist eine 2015 beschriebene Fledermaus aus der Familie der Hufeisennasen (Rhinolophidae), die in Südostasien beheimatet ist.

## Beschreibung
Rhinolophus francisi gleicht der sympatrischen Schwesterart Rhinolophus trifoliatus. Sie ist mit einer Unterarmlänge von 52,9 bis 54,7 Millimeter und einer Schädellänge von 24,3 bis 26,6 Millimeter eine mittelgroße Fledermaus. Die Fellfarbe ist gleichmäßig dunkelbraun, ähnlich wie bei Rhinolophus sedulus und Rhinolophus luctus, jedoch befindet sich Rhinolophus  francisi zwischen diesen beiden Arten, was die Körpergröße betrifft. Wie die meisten Hufeisennasen besitzt auch Rhinolophus francisi eine typische nasale Struktur, bestehend aus zwei Nasenblättern, welche einem Hufeisen ähneln. Die Nasenblätter sind dabei dunkler als die von Rhinolophus trifoliatus und unterscheiden sich leicht in ihrer Form. Rhinolophus francisi ruft wie Rhinolophus trifoliatus in einem Bereich von 49,2 bis 50,0 kHz, welcher für das menschliche Ohr nicht hörbar ist. 

## Verbreitung und Lebensweise
Ein Weibchen von Rhinolophus francisi wurde 1983 in Sabah (Malaysia) gefunden und zwei weitere Exemplare wurden 2004 in Indonesien gefangen. Die Forscher gehen davon aus, dass weitere genetische Analysen von Museumsexemplaren sowie Untersuchungen von Tieren vor Ort zeigen werden, dass die Art in Südostasien weit verbreitet ist.
Über die Lebensweise von Rhinolophus francisi ist aufgrund der erst kürzlich erfolgten Entdeckung wenig bekannt. Wie alle Hufeisennasen ernährt sie sich höchstwahrscheinlich von Insekten.

## Systematik
Die Erstbeschreiber entdeckten die Art in der Sammlung des Londoner Natural History Museums, wo der Holotyp seit 30 Jahren in Alkohol gelagert war. Die Art ist zu Ehren von Charles Francis benannt, welcher das Weibchen 1983 in Sabah (Malaysia) gefunden hatte. Genetische Analysen zeigten, dass zwei weitere Museumsexemplare, welche 2004 in Indonesien gefangen wurden, zur selben Art gehören.